# Afroślepiec
Afroślepiec (Tachyoryctes) – rodzaj ssaka z podrodziny bambusowców (Rhizomyinae) w obrębie rodziny ślepcowatych (Spalacidae).

## Zasięg występowania
Rodzaj obejmuje gatunki występujące w Afryce (Etiopia, Somalia, Uganda, Kenia, Demokratyczna Republika Konga, Rwanda, Burundi i Tanzania).

## Morfologia
Długość ciała (bez ogona) 159–313 mm, długość ogona 40–95 mm; masa ciała 140–930 g.

## Systematyka
Rodzaj zdefiniował w 1835 roku niemiecki przyrodnik Eduard Rüppell w publikacji własnego autorstwa poświęconej nowym kręgowcom należącym do fauny Abisynii. Gatunkiem typowym jest (oznaczenie monotypowe) afroślepiec somalijski (T. splendens).

### Etymologia
- Tachyoryctes: gr. ταχυς takhus ‘szybko’; ορυκτης oruktēs ‘kopacz’, od ορυσσω orussō ‘kopać’[8].
- Chrysomys: gr. χρυσος khrusos ‘złoto’; μυς mus, μυος muos ‘mysz’[9]. Gatunek typowy (oznaczenie monotypowe): Bathyergus splendens Rüppell, 1835.

### Podział systematyczny
Systematyka w obrębie Tachyoryctes jest kontrowersyjna; w zależności od autorów do rodzaju zalicza się jeden, siedem, dziesięć, dwanaście lub czternaście gatunków; jednak dostępne dane nie potwierdzają żadnego zaproponowanego dotychczas podziału taksonomicznego dlatego zachodzi potrzeba dodatkowych badań. W takim ujęciu do rodzaju  należą dwa powszechnie uznawane gatunki:
| Grafika | Gatunek                    | Autor i rok opisu | Nazwa zwyczajowa        | Podgatunki         | Rozmieszczenie geograficzne | Podstawowe wymiary                          | Status IUCN |
| ------- | -------------------------- | ----------------- | ----------------------- | ------------------ | --- | ------------------------------------------- | ----------- |
|         | Tachyoryctes splendens     | Rüppell, 1835     | afroślepiec somalijski  | gatunek monotypowy | rozdzielone populacje w Afryce Wschodniej (Etiopia, północno-zachodnia Somalia, południowa Uganda, południowo-zachodnia Kenia, wschodnia Demokratyczna Republika Konga, Rwanda, Burundi i północna Tanzania) | DC: 15,9–27 cm DO: 4,9–9,5 cm MC: 140–330 g | LC          |
|         | Tachyoryctes macrocephalus | (Rüppell, 1842)   | afroślepiec wielkogłowy | 2 podgatunki       | Etiopia (alpejskie łąki w górach Bale (Oromia); stare zapisy na północy) | DC: 22–31 cm DO: 4–6,5 cm MC: 330–930 g     | LC          |

Kategorie IUCN:  LC  – gatunek najmniejszej troski,  EN  – gatunek zagrożony.
Opisano również gatunki wymarłe:
- Tachyoryctes konjiti Sabatier, 1982[12] (Etiopia; plejstocen)
- Tachyoryctes pliocaenicus Sabatier, 1978[13] (Etiopia; pliocen)